# Cirrhophanus hoffmani
Cirrhophanus hoffmani är en fjärilsart som beskrevs av Charles L. Hogue 1963. Cirrhophanus hoffmani ingår i släktet Cirrhophanus och familjen nattflyn. Inga underarter finns listade i Catalogue of Life.